# Takahiro
Takahiro ist ein männlicher japanischer Vorname.

## Bekannte Namensträger
- Takahiro Aō (* 1984), japanischer Profiboxer
- Takahiro Futagawa (* 1980), japanischer Fußballspieler
- Takahiro Matsumoto (* 1961),  japanischer Gitarrist, Songschreiber und Komponist
- Takahiro Mitsuyoshi, japanischer Dokumentarfilmer
- Takahiro Sakurai (* 1974),  japanischer Synchronsprecher (Seiyū)
- Takahiro Shin’yo (* 1950), japanischer Diplomat
- Takahiro Shiota, japanischer Mathematiker
- Takahiro Suka (* um 1970), japanischer Badmintonspieler
- Takahiro Sunada (* 1973), japanischer Marathon- und Ultramarathonläufer
- Takahiro Tamura (1928–2006), japanischer Schauspieler
- Takahiro Yamashita (* 1985), japanischer Straßenradrennfahrer
- Takahiro Yokomichi (1941–2023), japanischer Politiker